# Henri d'Orléans (1933-2019)
Pour les articles homonymes, voir Henri, prince d’Orléans et Henri VII.
Titres
Prétendant au trône de France
(succession orléaniste)
19 juin 1999 – 21 janvier 2019
(19 ans, 7 mois et 2 jours)
Héritier du trône de France
(succession orléaniste)
25 août 1940 – 19 juin 1999
(58 ans, 9 mois et 25 jours)
Signature
Henri d'Orléans, né le 14 juin 1933 au manoir d'Anjou à Woluwe-Saint-Pierre (Belgique) et mort le 21 janvier 2019 à Paris (8e arrondissement), est le prétendant orléaniste au trône de France de 1999 à 2019.
Il est connu, à la suite de son père, sous le titre de courtoisie de comte de Paris, et il s'est donné celui de duc de France, qu'il a créé pour rappeler celui de duc des Francs des premiers Robertiens, et d'Hugues Capet lui-même.
Il fut prétendant orléaniste au trône de France, du 19 juin 1999 à sa mort, le 21 janvier 2019, parfois appelé « Henri VII » par ses partisans, Henri d'Orléans était considéré par les orléanistes comme le chef de la maison de France, du fait de sa position d'aîné des descendants en primogéniture mâle de Philippe de France (frère de Louis XIV, duc d'Anjou puis d'Orléans).

## Biographie
Henri d'Orléans est l'aîné des fils d'Henri d'Orléans (1908-1999), qui portait lui aussi le titre de courtoisie de comte de Paris, et de son épouse Isabelle d'Orléans-Bragance.
Il se marie le 5 juillet 1957 avec la duchesse Marie-Thérèse de Wurtemberg.

### Études
Il a grandi à l’étranger, la loi d’exil de 1886 abrogée en 1950 interdisant à l'époque l’entrée du territoire français aux chefs des familles ayant régné en France et à leurs fils aînés (il n'était concerné qu'à partir de 1940, en tant que fils aîné du chef de la maison d'Orléans).
Bien que la loi d’exil n’ait été abolie qu’en 1950, Henri d’Orléans fut autorisé à séjourner sur le territoire français pour faire ses études au lycée Montaigne à Bordeaux dès 1947, par dérogation du président Vincent Auriol. En 1953, il s’installe à Paris et poursuit durant quatre ans ses études en sciences politiques à l'institut d'études politiques de Paris (section Service public, 1957).

### Carrière militaire
Quelques mois après son mariage, Henri d’Orléans est appelé pour son service militaire durant la guerre d'Algérie. Il est décoré pour faits d’armes à Aïn M'lila.
Puis il signe un contrat d'engagement volontaire pour faire carrière dans l'armée.
En 1959, il est chargé de mission au secrétariat général de la Défense nationale, par décision du général de Gaulle. En 1962, Henri d’Orléans est affecté au 5e Hussards en Allemagne.
Il suit une formation d'officier aux écoles militaires de Saumur en 1963, à la suite de quoi il est affecté au 1er régiment étranger à Aubagne, de 1964 à 1966. Il sert de septembre 1966 à novembre 1967 au 1er REC, à Mers El Kebir (Algérie), après quoi il est affecté à la C.A.R no 1 de Rueil Malmaison.
En 1974, Henri d’Orléans quitte l'armée.

### Carrière civile
Henri d’Orléans décide de s’intéresser aux PME-PMI désireuses d’exporter.
En 1981, il crée une association loi de 1901, le Centre d’études et de recherches sur la France contemporaine (CERFC) qu’il transforme en 1999 en Institut de la maison royale de France (IMRF).
Henri d'Orléans crée l’Institut de la maison royale de France puis succède à son père à la tête de la Fondation Saint-Louis en tant que président d’honneur en 1999 ainsi qu'à la fondation Condé qui s'occupe de personnes âgées à Chantilly.
Son secrétariat, et sa résidence parisienne se trouvent au 102bis, rue de Miromesnil (8e arrondissement). Henri d'Orléans et son épouse passent leurs vacances au Pays basque.
Le 18 mai 2016, le comte de Paris a fait savoir, via le magazine Point de vue, qu'il reconnaissait comme son héritier à la tête de la maison de France, son fils aîné, le comte de Clermont, et ce malgré son handicap. François d'Orléans, lorsqu'il deviendra chef de maison à la mort de son père, serait entouré d'un conseil de régence composé de son frère Jean d'Orléans, duc de Vendôme (déjà régent du dauphin depuis le 6 mars 2003), de son oncle Jacques d'Orléans, duc d'Orléans, de son cousin germain Charles-Louis d'Orléans, duc de Chartres, et de deux personnes issues de la société civile.
Jean d'Orléans, par un communiqué daté du 1er août 2016, a contesté les décisions de son père, et a fait savoir qu'il serait le prochain chef de la maison de France à la suite de son père. Il réaffirme pour cela un « acte souverain » du défunt comte de Paris (1908-1999) daté du 25 septembre 1981, par lequel il excluait François d'Orléans de la succession dynastique, sans possibilité d'y revenir. La mort du comte de Clermont survenue dans la nuit du 30 au 31 décembre 2017 met fin à ces querelles familiales, et dès l'annonce du décès, le comte de Paris reconnaît son fils Jean comme le nouveau dauphin de France.
Henri d'Orléans est président du comité de parrainage du Cercle des constitutionnalistes au côté de Jean Tulard.
Pour l'élection présidentielle de 2017, le comte de Paris appelle à voter pour le candidat Les Républicains, François Fillon.
Le 12 janvier 2018, le comte de Paris saisit le Conseil supérieur de l'audiovisuel pour « atteinte à la dignité humaine » et au nom « de tous les enfants handicapés » à propos de l'émission radio Les Grosses Têtes du 2 janvier 2018 au cours de laquelle des propos (proférés par Michèle Bernier et par Elie Semoun) qu'il considère comme « indignes » ont été tenus sur le handicap de son fils aîné, François, mort deux jours auparavant.

### Mariages et descendance

#### Premier mariage
Le 5 juillet 1957, en la chapelle Saint-Louis de Dreux, Henri d’Orléans épouse Marie-Thérèse de Wurtemberg (née en 1934). Selon lui, ce mariage aurait été « arrangé » dans un contexte de réconciliation franco-allemande, ce qu'infirmèrent toujours son défunt père et sa sœur Diane (épouse du « duc de Wurtemberg », frère de Marie-Thérèse),,,. Le couple a cinq enfants (trois fils et deux filles), :
1. Marie d'Orléans (née en 1959). Épouse en 1989 le prince Gundakar de Liechtenstein (né en 1949), d'où 5 enfants : Léopoldine, Maria-Immaculata, Johann-Wenzel, Marguerite et Gabriel ;
2. François d'Orléans (1961-2017), titré par son père comte de Clermont en 1999, et dauphin de France en 2003 (François porte le prénom de son oncle paternel mort au combat lors de la guerre d’Algérie l’année précédant sa naissance), sans alliance ;
3. Blanche d’Orléans (née à Ravensbourg le 10 septembre 1962), baptisée le 15 septembre suivant en la chapelle de l'aumônerie militaire de Weingarten, filleule de la princesse Élisabeth de Wurtemberg, sa tante maternelle. Elle est titrée par son père Mademoiselle de Valois le 17 juin 2000[18], sans alliance ;
4. Jean d'Orléans (né en 1965), titré par son grand-père duc de Vendôme en 1987, puis par son père régent du dauphin en 2003 et dauphin de France en 2017[7]. Relève le titre de comte de Paris après la mort de son père, le 2 février 2019. Épouse civilement le 19 mars 2009, à Paris, Philomena de Tornos y Steinhart (née en 1977) et religieusement le 2 mai 2009, à Senlis, d'où 6 enfants : Gaston, Antoinette, Louise-Marguerite, Joseph, Jacinthe et Alphonse ;
5. Eudes d'Orléans (né en 1968), titré par son grand-père duc d’Angoulême en 1987. Épouse en juin 1999, à Dreux, Marie-Liesse de Rohan-Chabot (née en 1969), d'où 2 enfants : Thérèse et Pierre.

François et Blanche ont été victimes pendant la grossesse de leur mère de la toxoplasmose, dont ils ont gardé de graves séquelles.
Ce mariage a été déclaré nul par l'Église catholique le 13 novembre 2008. Sur le plan civil, le comte et la comtesse de Clermont se sont séparés de corps par jugement du 23 février 1977 du tribunal de grande instance de Paris. Le même tribunal prononce leur divorce le 3 février 1984,.

#### Deuxième mariage
Henri d’Orléans s’est remarié civilement à Bordeaux le 31 octobre 1984 avec Micaela Cousino (1938-2022), alors âgée de 46 ans, divorcée de Jean-Robert Bœuf (1934-2014, dont un fils : Alexis Bœuf, né en 1964), fille de Luis Maximiliano Cousiño et d’Antonia Quiñones de León, 4e marquise de San Carlos. Il la rencontre le 21 janvier 1974, grâce à un ami commun, l’écrivain André Couteaux.
Le premier mariage du prétendant, reconnu nul par Rome, un mariage religieux a lieu le 26 septembre 2009, en l’église Saint-Jean-Baptiste de l'Uhabia, à Arcangues (Pyrénées-Atlantiques), petite ville du Pays basque où Micaela Cousino a passé une partie de son enfance.

### Franc-maçonnerie
Dans les années 1980, Henri d'Orléans devient membre de la Grande Loge nationale française, avant d'assumer la charge de vénérable maître de la loge « Lys de France » no 1297, attachée à la province de Lutèce. Il quitte cette dernière en 2001, lorsqu'il devient le chef de la Maison d'Orléans. Il est également un ancien grand officier de la Grande Loge de la marque de France.
Pour l'historien Roger Dachez, Henri d'Orléans est entré en maçonnerie pour deux raisons : « une quête spirituelle, des recherches mystiques » et une seconde raison, plus politique : « la volonté de rompre avec son père et un milieu royaliste, très à droite, très catholique et hostile à la franc-maçonnerie. [...] Il se sentait proche de Bertrand Renouvin, et sa Nouvelle Action royaliste, indiquant son inclinaison [sic] pour un royalisme compatible avec les droits de l'homme ».

### Mort, funérailles et succession
Le matin du 21 janvier 2019, jour du 226e anniversaire de la mort du roi Louis XVI, Henri d'Orléans meurt dans son appartement situé rue de Miromesnil à Paris, à l'âge de 85 ans, alors qu'il s'apprêtait à se rendre à une messe en la mémoire du défunt roi en l'Église Saint-Germain-l'Auxerrois. Son décès est annoncé par son fils, Jean d’Orléans, via un communiqué publié dans la matinée. Ce dernier lui succède comme prétendant orléaniste au trône de France, et à 53 ans, devient le nouveau comte de Paris,. Les obsèques du défunt comte de Paris ont lieu à Dreux le 2 février 2019. Diverses personnalités y assistent, telles la reine émérite Sophie d'Espagne, l'ancienne impératrice d'Iran Farah Pahlavi, le prince Albert II de Monaco, le journaliste Stéphane Bern, ou encore le prince héritier du Maroc.
Henri d'Orléans, comte de Paris, est inhumé en la Chapelle royale de Dreux, aux côtés de sa mère, Isabelle d'Orléans-Bragance, dans la crypte circulaire.

## Armes, blasons devises
Henri d’Orléans fait usage des pleines armes de France (« d'azur à trois fleurs de lis d'or »), en tant que chef de la maison de France.

## Titulature
Les titres de comte de Paris et de duc de France, portés par l'aîné des Orléans, ainsi que les autres titres portés par des cadets de la maison d’Orléans (attribués par l'aîné des Orléans) n’ont pas d’existence juridique en France et sont considérés comme des titres de courtoisie.
- 14 juin 1933 - 25 août 1940 : Son Altesse Royale le prince Henri d’Orléans ;
- 25 août 1940 - 5 juillet 1957 : Son Altesse Royale le dauphin de France ;
- 5 juillet 1957 - 31 octobre 1984 : Son Altesse Royale le dauphin de France, comte de Clermont ;

Le 30 juin 1957, son père Henri d’Orléans lui attribue le titre de comte de Clermont en référence au dernier fils de saint Louis, Robert de France, ancêtre de la branche capétienne de la maison de Bourbon, dont est issue au XVIIe siècle celle d’Orléans. La titulature devenait effective à l'instant du mariage,.
- 31 octobre 1984 - 31 octobre 1990 : Son Altesse Royale le comte de Mortain ;

Le 31 octobre 1984, en raison de son divorce, son père lui retire le titre de comte de Clermont pour lui donner celui de comte de Mortain, dont Henri d’Orléans n'a jamais fait usage.
- 31 octobre 1990 - 19 juin 1999 : Son Altesse Royale le dauphin de France, comte de Clermont ;

Par la suite son père le titre de nouveau comte de Clermont par lettre du 31 octobre 1990, rendue publique le 7 mars 1991.
- 19 juin 1999 - 21 janvier 2019 : Son Altesse Royale le comte de Paris, duc de France

Depuis la mort de son père, les royalistes orléanistes le considèrent comme le chef de la maison d’Orléans, du fait de sa position d’aîné des descendants en primogéniture mâle de Philippe de France (1640-1701) (fils de France, frère puîné de Louis XIV). Il a alors pris le titre de courtoisie de comte de Paris (son père ayant émis le souhait que l'aîné des Orléans, comme chef de la maison de France, porte ce titre à l’avenir) auquel il a ajouté celui de duc de France.
Le tribunal administratif de Paris a jugé en juin 2009 qu'aucune autorité de la République française ne dispose du pouvoir d'attribuer, de reconnaître, confirmer ou vérifier le titre de prince attribué aux membres des familles ayant régné en France. Toutefois, sur la carte d'identité d'Henri d'Orléans est noté dans la case patronyme : Prince d'Orléans, Comte de Paris.
Henri d’Orléans a adopté le titre de duc de France, inédit à l’époque moderne, à la mort de son père en 1999. Des ouvrages généalogiques des XVIe, au XVIIIe, siècles considèrent que le titre de duc de France (sic) fut porté par plusieurs princes et souverains entre les IXe et XIe siècles. Néanmoins, et contrairement au titre de comte de Paris, celui de duc de France est essentiellement livresque, le titre historique étant celui de duc des Francs. De la même façon, le titre de roi de France est parfois attribué, a posteriori, aux premiers capétiens qui portaient, historiquement, celui de roi des Francs.

## Querelles dynastiques françaises
Henri d’Orléans est contesté dans ses droits de successeur possible des rois de France et de Navarre par les légitimistes qui, tenant pour nulle la renonciation de Philippe V (ainsi qu'il la considérait lui-même), petit-fils de Louis XIV, extorquée par la Grande-Bretagne pour les traités d'Utrecht, et récusant le principe d'exclusion des princes devenus étrangers (et de leur descendance) dont excipent les orléanistes, considèrent que, selon les lois fondamentales de succession « de mâle en mâle par ordre de primogéniture » et d'indisponibilité de la Couronne, l'héritier légitime du trône de France en cas de rétablissement de la monarchie serait le chef de la maison de Bourbon, aîné des Capétiens.
S'impliquant davantage que ses prédécesseurs Orléans dans ces querelles, le comte de Paris laisse publier sur le site de son Institut de la maison royale de France (acception orléaniste de ladite maison) un article du journaliste Nicolas Kayanakis (paru dans L'Action française 2000 pendant l'été de l'an 2000) mettant en cause la filiation agnatique capétienne de l'infant François de Paule de Bourbon (1794-1865) – fils du roi d'Espagne Charles IV, et par là même celle du duc d'Anjou, du roi d'Espagne et des ducs de Séville et de Santa Elena (es). Le marquis de la Floresta (en) (chroniqueur roi d'armes de Castille-et-León) réagit à cette « insulte directe à Sa Majesté le roi d'Espagne », en qualifiant de « particulièrement abject » l'article de L'Action française 2000, et en affirmant que le secrétariat du comte de Paris aurait « envoyé le texte intégral de l'article à toutes les maisons royales européennes », « le convertissant en un manifeste public politico-dynastique ».
En 2014, Henri d’Orléans reprend sous sa propre plume ces insinuations de filiation adultérine supposée du troisième fils de Charles IV, en y ajoutant des allusions concernant cette fois une filiation adultérine supposée du roi Alphonse XII, puisque le prétendant orléaniste écrit ceci dans un communiqué au directeur de la rédaction du Figaro (en réponse à un article de Stéphane Bern paru le 24 avril 2014) : « le Sang de France disparut de la descendance de la reine Marie-Louise et de celle de la reine Isabelle II. Il faut attendre le mariage du comte de Barcelone avec ma tante Maria de las Mercedes de Borbon pour que le Sang de France coule à nouveau dans le cœur du roi Juan Carlos, par le truchement d'une princesse de Bourbon, mais aucunement dans celui du jeune Luis Alfonso, puisque ni son père, ni son grand père ne détenaient une goutte du Sang de France et ni sa mère, petite fille de Franco ». Le comte de Paris réitère l'année suivante cette contestation de la filiation agnatique ou de l'ADN du chromosome Y des Bourbons descendant du roi Charles IV et de son petit-fils le roi François d'Assise, avec un autre communiqué, en réponse à un autre article de Stéphane Bern (paru dans Le Figaro Magazine le 17 juillet 2015) : « L’honnêteté voudrait que l’on creuse aussi plus avant la légitimité capétienne des Bourbons d’Espagne. L’Histoire nous dit que depuis le règne des reines Marie-Louise et Isabelle II, le sang capétien ne coule plus dans les veines de leurs successeurs, sauf dans celles du roi Juan Carlos grâce au mariage de son père avec donà Maria d’Orléans Montpensier ». La même rumeur d'illégitimité a couru sur le compte de Henri d'Orléans (1908-1999), père de Henri d'Orléans (1933-2019). On en trouve trace sous la plume de Stéphane Bern dialoguant avec Diane d'Orléans : « le comte de Paris dont la rumeur publique ne cessait de dire qu'il était le fils du duc de Bernis. Une blague circulait : « Où est le duc de Bernis ? » « II court à sa Guise ! » répondait-on, car ma grand-mère, Mioul, portait le titre de duchesse de Guise. Ce genre d'histoires a toujours couru dans les familles royales et, si cela peut expliquer psychologiquement la fuite en avant de mon père (...) » et d'Alfred Baudrillart : « Mme Le Tourneur d'Ison, royaliste, mais détachée de l'AF, ne craint pas de prétendre que l'AF tient le duc et la duchesse de Guise par la menace de dévoiler publiquement l'inconduite de la duchesse de Guise, si longtemps la maîtresse du comte de Bernis. »

### Procédures judiciaires

#### Port des armes pleines de France
En 1987, Henri d'Orléans, comte de Clermont, a engagé une action judiciaire, afin de faire interdire à Alphonse de Bourbon (1936-1989), alors chef de la branche aînée de la maison de Bourbon, de porter les armes pleines de France, arguant que les Bourbons se servaient d'un « symbole de la France » à son préjudice.
Nota bene : les armoiries étant des accessoires du nom de famille en droit civil français, un tribunal de la France républicaine est parfaitement habilité à juger d'une usurpation de cet accessoire, mais ce même tribunal est évidemment incompétent pour juger de la querelle dynastique.
Henri d'Orléans a été débouté de sa demande par décision du TGI Paris du 21 décembre 1988.
Précautions du tribunal :
- le tribunal rappelle que les armoiries en question ne sont plus que des emblèmes privés et non un symbole de la France, comme les qualifiait le conseil de Henri d'Orléans ;
- le tribunal se reconnaît compétent sur le litige héraldique ;
- le tribunal précise qu'il n'a pas compétence, en revanche, pour arbitrer la querelle dynastique : « Attendu qu'il n'appartient pas à une juridiction de la République d'arbitrer la rivalité dynastique qui sous-tend en réalité cette querelle héraldique ».

Le tribunal reconnaît :
- l'appartenance de ces armes à la Maison de Bourbon, pas seulement aux aînés mais à toute la famille[47] et qu'au sein de cette maison, les princes de la maison d'Orléans forment la branche cadette des Bourbons ;
- que, selon les anciennes coutumes, l'usage de ces armes était réservé aux aînés, alors que les cadets devaient y ajouter un lambel ;
- que les Bourbons d'Espagne les ont portées pleines (sans brisure) depuis la fin du XIXe siècle, sans que les Orléans ne protestent ;
- que le premier comte de Paris en a fait de même et au même moment, à la suite du décès du comte de Chambord ;
- que Henri d'Orléans n'a pu apporter la preuve qu'il ait subi un préjudice.

Les Orléans demeurent libres de porter les armes, sans lambel puisque les armoiries appartiennent à toute la famille.
Cette décision sera confirmée par la cour d'appel de Paris, 22 novembre 1989 (appel de TGI Paris 21.12.1988 ; D.90, I.R. 4 ; JCP 90.II.21460 ; GP 08.03.1990).
À noter que, moins d'une décennie plus tard, dans une affaire qui ne concernait cette fois que les Orléans (vente publique d'objets mobiliers) et non les Bourbons, la Cour de cassation n'a pas cru utile de prendre les mêmes précautions de forme que le tribunal de grande instance de Paris, relativement à la « querelle de succession » : dans son arrêt du 29 mars 1995, la juridiction suprême parle ainsi du « comte de Paris » et de « la succession de Jean III, Duc de Guise, chef de la Maison de France », désignant Jean d'Orléans et son fils par leur titre de courtoisie, sans naturellement que cela entraîne une reconnaissance juridique de ces titres par la cour, s'agissant de titres non authentifiables par le Sceau de France, et ne pouvant donc faire l'objet d'un arrêté d'investiture par le ministre de la Justice.

#### Relèvement du nom de Bourbon
Henri d'Orléans a demandé à substituer à son nom patronymique d'Orléans celui de de Bourbon, souhaitant s'attribuer le nom d'apanage du père du roi Henri IV. Cette requête a été rejetée le 29 mars 2000 par le tribunal de grande instance de Paris, refus confirmé le 1er février 2001 par un arrêt de la 1re chambre de la Cour d'appel de Paris, arrêt entériné le 30 septembre 2003 par la Cour de cassation,.

#### Titre de comte de Paris et usage des armes pleines de France
Par une ordonnance du 5 janvier 2009, le tribunal de grande instance de Paris fait droit à une demande d'Henri d'Orléans d'interdire à un tiers d'user de la dénomination « Comte de Paris » (figurant sur la carte d'identité du prétendant, renouvelée en 2002) et enjoint à ce tiers, sous astreinte, de retirer la mention des pleines armes de France, illustrant son site Internet.

### Polémique autour des armoiries et du Sacré-Cœur
Le 23 juin 2018, lors de l'inauguration d’une statue représentant Saint Louis enfant, dans l'église parisienne de Saint-Germain-l’Auxerrois — l'ancienne paroisse du Louvre —, il déclare consacrer officiellement la France au Sacré-Cœur et annonce sa décision de modifier les armes de France en les frappant, en abyme, de l'image du Sacré-Cœur. 

## Décorations

### Décorations françaises officielles
- Chevalier de la Légion d’honneur à titre militaire (nommé par décret du 30 avril 2008, décoré le 18 mai 2009)[56],[57],[58]
- Croix de la Valeur militaire avec étoile de bronze (décoré le 8 mai 1959), en raison de ses actions et faits d’armes pendant la guerre d’Algérie[58],[59]
- Croix du combattant[58]
- Médaille commémorative des opérations de sécurité et de maintien de l'ordre en Afrique du Nord avec agrafe « Algérie »[58]

### Ordres dynastiques français
En qualité de chef de la maison royale de France et prétendant au trône de France, les partisans d'Henri d'Orléans le considèrent grand maître des ordres dynastiques traditionnels. Cette position est disputée par les partisans de Louis de Bourbon, chef de la maison de Bourbon et prétendant au trône de France.
- Grand maître de l'ordre du Saint-Esprit (1999-2019) (disputé)
- Grand maître de l'ordre de Saint-Michel (1999-2019) (disputé)
- Grand maître de l'ordre royal et militaire de Saint-Louis (1999-2019) (disputé)

### Ordres dynastiques étrangers
- Bailli grand-croix de justice de l’ordre sacré et militaire constantinien de Saint-Georges (maison de Bourbon-Siciles, 25 octobre 1961)[62]
- Grand-croix de l’ordre du prince Danilo Ier (maison de Monténégro, 3 décembre 2005)[63],[62]
- Grand-croix de l'ordre de la Couronne de Wurtemberg (maison de Wurtemberg, 5 juillet 1957)[64],[62],[65]

## Publications
- À mes fils, Éditions Albin Michel, 1989  (ISBN 978-2-226-03907-1)
- Adresse au futur chef de l’État, Éditions Denoël, 1994  (ISBN 978-2-207-24291-9)
- Désolé, Altesse, c’est mon jour de sortie, Éditions Michel Lafon, 1994  (ISBN 2-84098-023-1)
- La France survivra-t-elle à l'an 2000 ?, Éditions Godefroy de Bouillon, 1997  (ISBN 978-2-84191-052-6)
- Le passeur de miroir, Éditions Les Presses du Châtelet, 2000  (ISBN 2-84592-008-3)
- La France à bout de bras, Éditions Séguier, 2002  (ISBN 2-84049-323-3)
- L’histoire en héritage, Éditions Tallandier, 2003  (ISBN 978-2-84734-133-1)
- La Royauté de l'Homme, Presses du Châtelet, 2016  (ISBN 284592691X)

## Filmographie
- Henri VII, Prince de France, Prince de l’Universel, film documentaire de Marc-Laurent Turpin, mesure-6 Films, 2009[66]